# Alberto Tomba
Alberto Tomba, italijanski alpski smučar, * 19. december 1966, Castel de Britti, San Lazzaro di Savena, Italija.
Tomba, z vzdevkom »Tomba la Bomba«, je eden najuspešnejših alpskih smučarjev vseh časov. V tehničnih disciplinah, slalomu in veleslalomu, je dominiral konec osemdesetih in v začetku devetdesetih let. Osvojil je tri zlate  in dve srebrni olimpijski medalji, dve zlati in dve bronasti medalji s Svetovnih prvenstev, osem malih kristalnih globusov, po štiri v slalomu in veleslalomu, ter veliki kristalni globus za skupno zmago v Svetovnem pokalu, v katerem je dosegel petdeset posamičnih zmag, osemindvajset drugih in enajst tretjih mest.